# Mansfield (dystrykt)
Mansfield – dystrykt w hrabstwie Nottinghamshire w Anglii. W 2011 roku dystrykt liczył 104 466 mieszkańców.

## Miasta
- Mansfield
- Market Warsop

## Inne miejscowości
Church Warsop, Forest Town, Ladybrook, Mansfield Woodhouse, Meden Vale, Newlands, Spion Kop.